# Hakluyt Society
Hakluyt Society är ett i London 1846 stiftat sällskap med syfte att ge ut äldre resebeskrivningar. Sällskapet är uppkallat efter den brittiske geografen Richard Hakluyt.